# Caprella sabulensis
Caprella sabulensis is een vlokreeftensoort uit de familie van de Caprellidae. De wetenschappelijke naam van de soort is voor het eerst geldig gepubliceerd in 2001 door Guerra-García, Sánchez-Moyano & García-Gómez.